# Jare
 Ovo je glavno značenje pojma Jare. Za druga značenja pogledajte domaća koza.
Jare su naseljeno mjesto u gradu Širokom Brijegu, Federacija Bosne i Hercegovine, BiH.

## Stanovništvo

### Popisi 1971. – 1991.
| Jare               |                |                |                |
| godina popisa      | 1991.          | 1981.          | 1971.          |
| Hrvati             | 1.037 (99,71%) | 1.128 (99,91%) | 1.344 (99,70%) |
| Srbi               | 0              | 0              | 0              |
| Muslimani          | 0              | 0              | 0              |
| Jugoslaveni        | 0              | 0              | 0              |
| ostali i nepoznato | 3 (0,28%)      | 1 (0,08%)      | 4 (0,29%)      |
| ukupno             | 1.040          | 1.129          | 1.348          |

### Popis 2013.
| Jare               |              |
| godina popisa      | 2013.        |
| Hrvati             | 879 (99,89%) |
| Srbi               | 0            |
| Bošnjaci           | 0            |
| ostali i nepoznato | 1 (0,11%)    |
| ukupno             | 880          |

## Spomenik u Jarama
Mještani Jara su 1996. godine podignuli spomenik za 115 poginulih u II. svjetskom ratu i 14 poginulih u Domovinskom ratu. Na spomeniku dominiraju tri mramorna stupa, nedovršena kao i životi onih čija su imena ispisana na tim stupovima. Iz postolja se izdiže i kameni križ visine 2,35 metara.

## Vanjske poveznice
- MZ Jare  Arhivirana inačica izvorne stranice od 19. svibnja 2015. (Wayback Machine)